# Tải lên và tải xuống
Tải dữ liệu trên mạng, thường gặp khi duyệt mạng Internet, chỉ đến việc truyền tải các tập tin qua mạng Internet hay FTP, Usenet... Tải xuống chỉ việc lấy các tập tin từ một máy tính khác về máy mình, qua đường truyền của mạng. Tải lên chỉ việc đưa một tập tin từ máy mình lên máy tính khác.
Tải xuống là một cách để các công ty buôn bán phần mềm đưa sản phẩm đến tay khách hàng. Các phần mềm tự do cũng thường được phân phát thông qua con đường này.